# Mikroskop optyczny

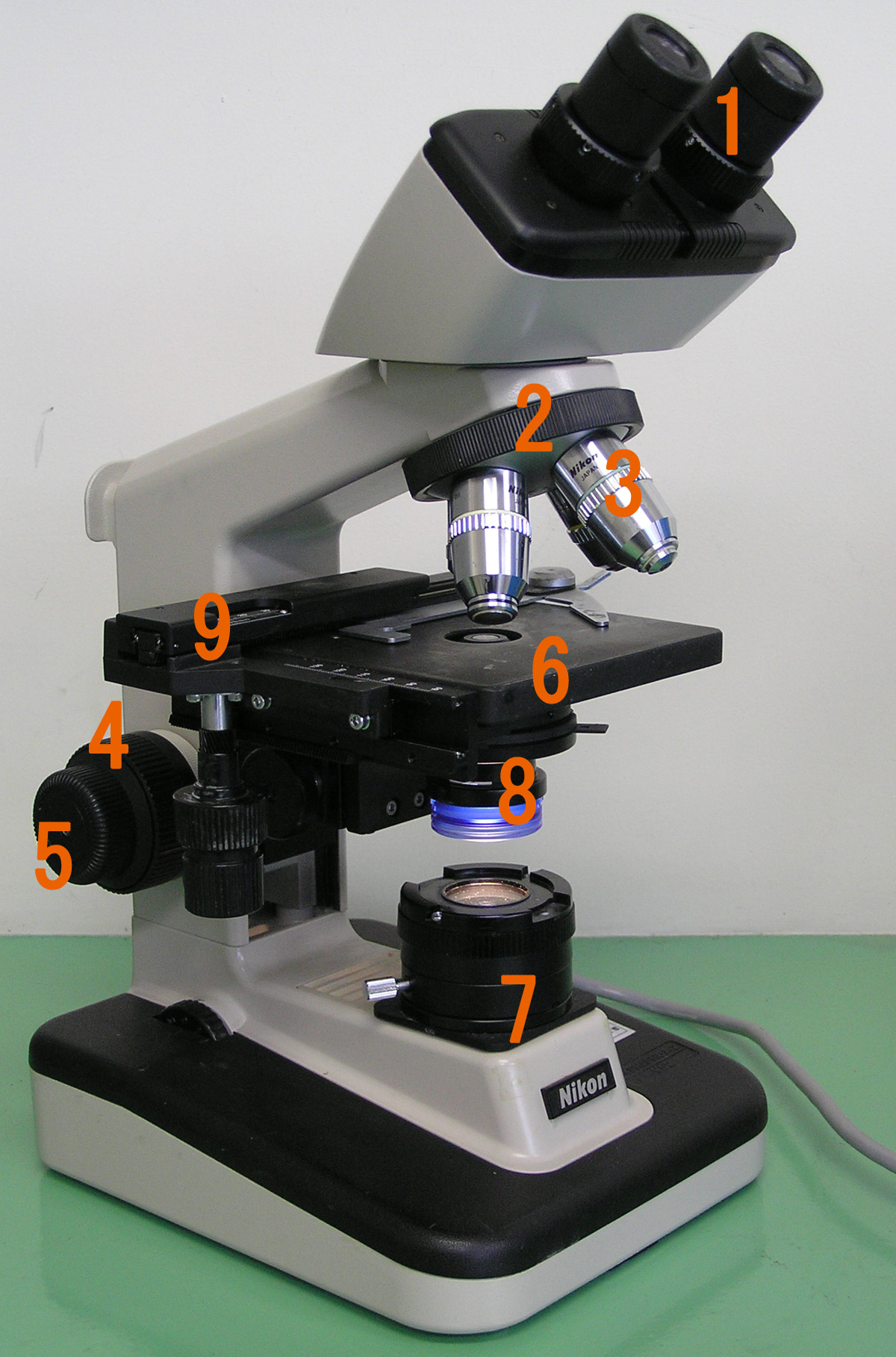
Budowa standardowego mikroskopu optycznego z oświetleniem próbki od dołu:
1 – okular osadzony w tubusie,
2 – uchwyt rewolwerowy obiektywów,
3 – obiektyw mikroskopu,
4 – śruba makrometryczna,
5 – śruba mikrometryczna,
6 – stolik przedmiotowy,
7 – źródło światła
8 – kondensor,
9 – statyw

Mikroskop optyczny – rodzaj mikroskopu, w którym do generowania powiększonego obrazu badanego przedmiotu jest wykorzystywane światło przechodzące przez specjalny układ optyczny składający się zazwyczaj z zestawu od kilku do kilkunastu soczewek optycznych.
Współcześnie mikroskopy optyczne są stosowane do obserwacji małych obiektów w wielu naukach. W biologii są stosowane np. do obserwacji drobnoustrojów i budowy tkanek i komórek (mikrobiologia, histologia, cytologia). W chemii i fizyce są stosowane np. w krystalografii lub metalografii, w geologii – do obserwacji budowy skał (zob. np. mineralogia).

## Elementy historii
Za twórcę pierwszego mikroskopu są uważani Zacharias Janssen i jego ojciec Hans. Na przełomie XVI i XVII wieku skonstruowali urządzenie złożone z trzech teleskopowo połączonych rur z dwiema soczewkami na końcach – okularem i obiektywem. Mikroskop umożliwiał 10-krotne powiększenie. We współczesnych mikroskopach optycznych jest osiągane powiększenie 1500-krotne.

## Budowa
Podstawowymi częściami mikroskopu optycznego są:
- okular, który służy do powiększenia obrazu tworzonego przez obiektyw mikroskopu,
- tubus, który służy do formowania powiększonego obrazu pośredniego,
- śruba makrometryczna, która służy do wstępnej regulacji ostrości,
- śruba mikrometryczna, która służy do precyzyjnego ustalenia ostrości (zob. mikrometr),
- „rewolwer”, który umożliwia prostą zmianę obiektywu,
- obiektywy, które zbierają światło pochodzące od przedmiotu i tworzą jego powiększony obraz pośredni,
- stolik przedmiotowy, na którym umieszcza się preparat, np. na szkiełku podstawowym, przykryty szkiełkiem nakrywkowym,
- kondensor, który koncentruje światło formując z niego stożek,
- źródło światła (dawniej zwierciadło, obecnie najczęściej żarówka halogenowa), które służy do naświetlania badanego obiektu.

Mikroskop optyczny może wykorzystywać światło naturalne, dostarczane do układu optycznego przez specjalne lusterko, lub światło sztuczne, którego źródło znajduje się zazwyczaj pod analizowaną próbką. Mikroskopy ze sztucznym źródłem światła bywają nazywane mikroskopami świetlnymi. Większość współczesnych profesjonalnych mikroskopów optycznych konstruuje się tak, aby było możliwe użycie światła naturalnego i sztucznego. Światło może padać na oglądany obiekt z góry – mówi się wtedy o odbiciowym mikroskopie optycznym. Światło może też padać na badany obiekt z dołu i przechodzić przez niego, co wymaga jednak aby obiekt był półprzezroczysty.
Mikroskopy optyczne umożliwiają korzystanie ze zwykłego światła niespolaryzowanego lub ze światła spolaryzowanego. W tym drugim przypadku mówi się o polaryzacyjnym mikroskopie optycznym. Posługiwanie się światłem spolaryzowanym umożliwia obserwację wzrostu i zanikania kryształów i ciekłych kryształów.
Niektóre mikroskopy optyczne są przewidziane do stosowania ze światłem monochromatycznym. Są one często używane do obserwacji obiektów w świetle, którego częstotliwość leży poza zakresem widzialnym (np.: w podczerwieni lub ultrafiolecie).
W tradycyjnych mikroskopach optycznych obserwuje się obiekty bezpośrednio przez okular lub na ekranie (dzięki przystawce projekcyjnej). Obraz może też być rejestrowany z użyciem kamery i obrazowany na monitorze. Całe urządzenie może być połączone z komputerem, co umożliwia cyfrową obróbkę obrazu (również w czasie rzeczywistym) i ułatwia jego rejestrację.       
Fizyczna granica maksymalnego powiększenia obrazu w mikroskopie optycznym jest określona przez rozdzielczość kątową obiektywu, związaną z długością fali światła. Na wyrazistość obrazu ma też wpływ precyzja wykonania soczewek.

## Powiększenie mikroskopu
Powiększenie mikroskopu, czyli stosunek rozmiaru obrazu do rozmiaru przedmiotu, zależy od iloczynu:
- powiększenia obiektywu,
- powiększenia okularu,
- powiększenia nasadki okularowej.

Najlepsze mikroskopy optyczne, działające z użyciem spolaryzowanego promieniowania ultrafioletowego, osiągają maksymalne powiększenie do ok. 3500×. Mikroskopy, w których stosowane jest światło widzialne, osiągają maksymalne powiększenia rzędu 1500×.